# دید ظاهری (فیلم ۲۰۱۳)
دید ظاهری (به انگلیسی: Visual) فیلمی محصول سال ۲۰۱۳ و به کارگردانی جیتو جوزف است. در این فیلم بازیگرانی همچون موهن لال، مینا، آنسیبا حسن، استر آنیل، صدیق، کالباوان شاجون ایفای نقش کرده‌اند.
در سال ۲۰۱۵ فیلمی به نام دید ظاهری ساخته شد که بازسازی این فیلم محسوب می‌شود.